# Declaración de Independencia de Haití
La Declaración de Independencia de Haití se produjo el 1 de enero de 1804 en la ciudad portuaria de Gonaïves de Haití y fue proclamada por Jean-Jacques Dessalines, marcando el final de trece años de la Revolución Haitiana. De esta forma la colonia francesa de Haití se convirtió en la primera nación independiente de América Latina y sólo la segunda en las Américas después de Estados Unidos.
En particular, la declaración de independencia de Haití marcó la culminación de la única revolución de esclavos exitosa en la historia. Del Acta de la Declaración solo existen dos copias de la versión impresa original. Ambas fueron descubiertos por Julia Gaffield, una estudiante de posgrado de la Universidad de Duke, en los Archivos Nacionales del Reino Unido en 2010 y 2011. Actualmente se encuentran en los Archivos Nacionales de Kew.

## El documento
La declaración en sí es un documento de tres partes. La sección más larga, "Le Général en Chef Au Peuple d'Hayti", que se conoce como la "proclamación", funciona como un prólogo. Tiene un signatario, Jean-Jacques Dessalines, el general mayor y ex esclavo. Debido a que Dessalines era analfabeto y no podía hablar francés, su secretario Louis Boisrond-Tonnerre leyó la proclamación, seguida del acto de independencia, ambos escritos por este último. Esta declaración fue seguida más tarde por un discurso del día de la independencia de Dessalines, recitado en criollo haitiano, en el que denunció a Francia.
En particular, la declaración exige venganza contra los criollos blancos franceses, que cometieron atrocidades contra la población afrohaitiana. En él se dice que: 

No es suficiente haber expulsado a los bárbaros que han ensangrentado nuestra tierra durante dos siglos; … Debemos, con un último acto de autoridad nacional, asegurar para siempre el imperio de la libertad en el país de nuestro nacimiento; debemos tener cualquier esperanza de reesclavizándonos lejos del gobierno inhumano…. Al final, debemos vivir independientes o morir.

Estas palabras presagiaban la masacre de Haití de 1804, que fue supervisada por Dessalines.
Philippe Girard, un académico guadalupeño , ha señalado que el documento tiene varias capas con referencias a seis audiencias diferentes: "los franceses, los criollos, los angloamericanos, los latinoamericanos, los haitianos mestizos y los haitianos negros". Además, la declaración haitiana fue importante porque marcó el final de una revolución, no el comienzo, a diferencia de la mayoría de las luchas revolucionarias anteriores a mediados del siglo XX. Además, el motivo principal detrás de esta revolución no fue la independencia, sino la igualdad racial y la emancipación.
Aunque la declaración aludió repetidamente a la "libertad de la esclavitud", no se mencionaron los "derechos republicanos" en el texto. Como resultado, la nueva nación bajo Dessalines pasó a ser conocida como l'État d'Haïti (El Estado de Haití), en lugar de la República de Haití. Tras la independencia, Dessalines se otorgó todo el poder como "jefe de Estado", lo que fue posible gracias al apoyo de los 17 altos funcionarios que firmaron el tercer apartado de la declaración.

## Contexto social
El tema central de la revolución haitiana fue la independencia, específicamente la libertad de su esclavitud bajo Francia. En su complejidad social y política, la revolución haitiana se asemeja a la revolución simultánea en Francia, ya que la demanda de los revolucionarios era la secesión de la clase dominante de Francia. Además, a diferencia de las colonias del continente, Haití era una isla caribeña fácilmente bloqueable con una población pequeña, lo que hacía que la independencia fuera una opción menos viable para ellos.
Para los esclavos negros, una revolución y la posterior declaración de independencia era un camino hacia la emancipación y la igualdad racial, tras el restablecimiento de la esclavitud en 1802 por Napoleón Bonaparte. Esta decisión, en particular, catalizó la revolución entre los esclavos que se habían vuelto más contentos después de la abolición de la esclavitud en 1793. Este motivo resonó en Dessalines, quien también era esclavo. Por lo tanto, la declaración final en 1804 hizo varias menciones de emancipación y libertad de las "crueldades de los franceses", en lugar de un reclamo de independencia de jure.
Un intento similar de lograr la independencia se llevó a cabo la noche del 21 de agosto de 1791, cuando los esclavos de Santo Domingo se sublevaron y sumieron a la colonia en una guerra civil. En los siguientes diez días, los esclavos habían tomado el control de toda la Provincia del Norte en una revuelta de esclavos sin precedentes. Sin embargo, la Asamblea Legislativa de Francia otorgó derechos a las personas de color libres, además de enviar 6.000 soldados franceses a la isla. Como resultado, no se llevó a cabo una secesión completa de Francia en ese momento, y solo entró en vigor después de que se restableciera la esclavitud.
Para los revolucionarios criollos blancos, la declaración de independencia connotaba autonomía política. Sin embargo, la masacre de Haití de 1804 que siguió significó que sus objetivos no se cumplieron y Haití se convirtió en el primer estado soberano negro. La masacre, que tuvo lugar en todo el territorio de Haití, se llevó a cabo desde principios de febrero de 1804 hasta el 22 de abril de 1804. Durante febrero y marzo, Dessalines viajó por las ciudades de Haití para asegurarse de que se cumplieran sus órdenes. Esto aseguró que el poder social y político descansara entonces en los negros y los mestizos, cambiando así por completo el statu quo posterior a la independencia. Como tal, la emancipación le dio a Dessalines una vía para vengarse de los antiguos propietarios de esclavos, que fueron perseguidos sistemáticamente.

## Declaración de Independencia
El 1 de enero de 1804, Dessalines, el nuevo líder bajo la constitución dictatorial de 1801, declaró a Haití un estado en nombre del pueblo haitiano. El secretario de Dessalines, Boisrond-Tonnerre, declaró: "Para nuestra declaración de independencia, deberíamos tener la piel de un hombre blanco como pergamino, su cráneo como tintero, su sangre como tinta y una bayoneta como pluma". Por cierto, se afirma que Boisrond-Tonnerre fue elegido como autor de la declaración de Dessalines debido a esta declaración misma.
Dessalines se asignó todo el poder a sí mismo, al tomar el título de "gobernador general vitalicio", que reemplazó nueve meses después por el de "emperador". Su establecimiento de una dictadura de facto, de hecho, también estaba implícito en el texto de la declaración:

"Recuerda que sacrifiqué todo para reunirme en tu defensa; familia, hijos, fortuna, y ahora soy rico solo con tu libertad; mi nombre se ha convertido en un horror para todos aquellos que quieren la esclavitud. Déspotas y tiranos maldicen el día en que fui Si alguna vez te negaras o te quejaras al recibir esas leyes que el espíritu que guarda tu destino me dicta para tu propio bien, merecerías el destino de un pueblo desagradecido".

Además, no hay afirmación de "derechos republicanos" o "derechos" de ningún tipo dentro de la declaración. En cambio, la idea de independencia en este contexto se restringió a la liberación de la esclavitud, no a la liberalización, Esto se puede rastrear desde la rebelión de esclavos de 1791 hasta la constitución de 1801 de Loverture, quien creó una sociedad autoritaria que transfirió el control absoluto de los franceses a Dessalines. El gobierno militarista de Dessalines, con el apoyo de 17 de los 37 altos oficiales del ejército que denunciaron a Francia tenía similitudes con la Revolución Francesa que culminó con el ascenso de Napoleón como dictador en Francia. Además, aunque tuvo éxito, Dessalines optó por una revolución sólo "en un solo país". Los historiadores han señalado que esto se debió al deseo de Dessalines de establecer relaciones diplomáticas amistosas con las islas vecinas controladas por europeos, que se oponían en gran medida a tratar con Haití por temor al efecto que tendría en sus propias economías de plantación. En tres párrafos conciliadores que contrastan con el tono estridente del resto del documento, Dessalines pide a sus compatriotas:

"Asegúrense, sin embargo, de que un espíritu misionero no destruya nuestra obra; dejemos que nuestros vecinos respiren en paz; que vivan tranquilos bajo las leyes que ellos mismos han hecho, y no nos declaremos como tizones revolucionarios los legisladores del Caribe, ni nuestra gloria consista en perturbar la paz de las islas vecinas, a diferencia de la que habitamos, la de ellos no ha sido empapada con la sangre inocente de sus habitantes, no tienen venganza que reclamar a la autoridad que protege a ellos".

A pesar de esto, sin embargo, la Revolución Haitiana y su consiguiente independencia fueron diferentes a otras revoluciones de la época. La tradición autocrática general posterior a la independencia en Haití la diferenció de la mayoría de las demás sociedades latinoamericanas que se convirtieron en repúblicas después de una revolución, con la excepción de unas pocas que se convirtieron en monarquías. Fue solo después del asesinato del emperador Dessalines en 1806, que los esclavos liberados, también signatarios de la declaración, establecieron la Primera República de Haití.
Se suponía que el Acta de Independencia se llevaría a cabo en el edificio de los Archivos Nacionales en Puerto Príncipe y estuvo allí hasta que el gobierno de Fabre Nicolas Geffrard lo vendió a un alemán que quería exhibirlo en el Museo Británico . Después del terremoto de 2010, en abril de 2010, un estudiante graduado canadiense de la Universidad de Duke que estudiaba en Londres encontró la única copia sobreviviente de la impresión original en los Archivos Nacionales.

## Signatarios
- Jean-Jacques Dessalines, General en Jefe
- Henri Christophe, jefe de división
- Alexandre Pétion, jefe de división
- Nicolás Geffrard, jefe de división
- Agustín Clerveaux, mayor general
- Vernet, mayor general
- Gabart, mayor general
- Laurent Bazelais, general de brigada[12]
- P. Romain, G. Gérin, F. Capois, Jean-Louis François, Férou, Cangé, Magloire Ambroise , JJ Herne, Toussaint Brave, Yayou, generales de brigada;
- Guy Joseph Bonnet , F. Paplier, Morelly, Chevalier, Marion, ayudantes generales
- Magny, Roux, jefes de brigada;
- Chaperon, B. Goret, Macajoux, Benjamin Noel, Ololoy, Dupuy, Carbonne, Diaquoi elder, Raphaël, Malet, Derenoncourt, oficiales del ejército haitiano
- Pierre Nicolas Mallet alias Mallett Bon Blanc, el buen blanco (único signatario blanco del documento)
- Louis Boisrond Tonnerre, secretario